# 마이크로소프트 드라이브 최적화
마이크로소프트 드라이브 최적화(Microsoft Drive Optimizer, 이전 명칭: 디스크 조각 모음/Disk Defragmenter)는 하드 디스크에 저장된 파일을 다시 정렬하는 단편화 제거 과정을 통해, (또, 가끔씩 사용할 수 있는 공간을 넓히면서) 접근 속도를 빠르게 해 주는 마이크로소프트 윈도우에 내장된 컴퓨터 프로그램이다. 디스크의 파일 읽기/쓰기 성능을 최적화하여 전송 속도를 최대화하는 것이 목적이다.

## 현대의 버전
윈도우 NT 기반의 버전은 디스키퍼사의 디스키퍼 라이선스 버전을 포함한 것이다.
디라이브 최적화가 사용하는 기술은 다음과 같다:
1. 모든 색인과 디렉터리 정보를 한 영역으로 옮긴다. 이 영역을 데이터 가운데 쪽으로 이동함으로써 데이터를 사용하기 위해 헤드가 평균적으로 이동하는 횟수가 이전의 디렉터리 정보를 가지고 있었을 때보다 줄어든다.
2. 자주 사용하지 않던 파일을  디렉터리 영역으로부터 멀리 옮긴다.
3. 파일 서술자 테이블을 강조하거나 무시한다.
4. 파일의 흐름이 끊이지 않게 하여 탐색 시간을 줄인다.

윈도우 비스타에서 윈도우 드라이브 최적화는 예약되지 않은 시간에 자동으로 실행되어 낮은 CPU 우선 순위를 사용하고 낮은 우선 순위의 입출력 알고리즘을 새로이 도입하였다. 이로써 컴퓨터를 사용하는 동안 디스크 조각 모음을 통해 줄어든 자원을 사용하여 단편화를 제거할 수 있다. 이 사용자 인터페이스는 색 그래프와 프로세스 표시기가 완전히 제거되어 있어 단순하게 되어 있다. 현재로써는 서비스팩1의 윈도우 비스타에서도 단편화를 제거할 드라이브를 사용자가 직접 선택하지 못 한다.
64 메가바이트 크기의 데이터 덩어리는 단편화를 제거할 수 없다. 마이크로소프트는 그 까닭이 그렇게 해 보았자 뚜렷한 성능 향상이 없다고 밝혔다. 그 결과, 디스크 조각 모음은 기존에는 15% 남은 공간이 필요했던 것에 비해, 현재는 볼륨의 단편화를 성공적으로 제거하기 위해 특정한 남은 공간을 요구하지 않게 되었다. 윈도우 비스타에 있는 명령 줄 유틸리티 defrag.exe는 더 세세하게 단편화 제거 작업을 제어할 수 있게 해 준다. 이 유틸리티는 윈도우 XP에도 있었던 것이지만, 특정한 볼륨의 단편화를 제거하거나, 단편화 제거 과정 없이 볼륨을 분석하는 데에 사용할 수 있다.
마이크로소프트 드라이브 최적화는 현재 마이크로소프트의 코어 파일 시스템 (CFS) 팀에 의해 유지되고 있다. 윈도우 비스타 버전은 윈도우 비스타 SP1 계열의 윈도우 서버 2008에 있을 여러 개선 사항을 포함하여 업데이트될 예정이다.

## 제한
윈도우 2000 이후 운영체제에서 디스크 조각모음은 다음과 같은 제한이 있다.
- 휴지통에 있는 파일의 조각은 모으지 않는다. 사용 중인 파일의 조각을 모을 수도 없다.[2]
- 오직 하나의 볼륨만 분석하여, 한 번에 실행하여 조각을 모을 수 있다.[3]
- 오직 로컬 볼륨만 조각을 모을 수 있다. 네트워크 볼륨, 이동식 매체는 지원하지 않는다.[3]
- 윈도우 비스타 이전의 GUI 버전은 조각 모음을 예약할 수 없으나, 윈도우 XP 이후의 경우 명령 줄 유틸리티를 사용하면 조각 모음을 예약할 수 있다.

또한, 윈도우 2000용 버전은 윈도우 XP에 제거된 다음과 같은 제한을 가지고 있다:
- 4 킬로바이트보다 큰 클러스터를 갖는 NTFS 볼륨은 조각을 모을 수 없다.
- 윈도우 2000에서 압축되지 않은 NTFS 파일 데이터의 섬세한 이동은 불가능하다. 하나의 파일 클러스터를 이동할 경우 해당 클러스터를 포함하는 파일의 4 킬로바이트 부분을 이동한다.
- 마스터 파일 테이블(MFT)과 같은 NTFS 메타데이터나 디렉터리의 내용을 서술하는 메타데이터는 조각을 모으지 않는다.
- EFS 암호화 파일은 조각을 모으지 않는다.

## 같이 보기
- 단편화 제거
- 파일 시스템 단편화